# هارفي كاشمان
هارفي كاشمان (بالإنجليزية: Harvey Cushman)‏ هو لاعب كرة قاعدة أمريكي، ولد في 5 يوليو 1877 في روكلاند في الولايات المتحدة، وتوفي في 27 ديسمبر 1920 في Emsworth, Pennsylvania ‏ في الولايات المتحدة.

## وصلات خارجية
- هارفي كاشمان على موقعبيزبول رفرنس.كوم (الدوري الرئيسي) (الإنجليزية)